# Музиченко-Цибульський Родіон Корнійович
Музиченко-Цибульський Родіон Корнійович (нар. 10 листопада 1834, Київ — пом. 1912) — художник, реставратор, учитель малювання.
Його батьки проживали поблизу Притиско-Микільської церкви на Подолі. Здобув вищу освіту у Петербурзькій академії мистецтв — вчитель малювання та чистописання.
Один з організаторів картинної галереї Ніжинського інституту. Вчитель майбутнього відомого художника М. Самокиша та багатьох інших. Працював у Ніжинській гімназії вищих наук князя Безбородька з 1865 року.